# A diktátor (film, 1940)
A diktátor (eredeti cím: The Great Dictator) Charlie Chaplin fekete-fehér filmje, egyben első hangosfilmje, mely 1940-ben készült az Egyesült Államokban.

## Cselekmény
A film negatív kritikája az 1930-as és 1940-es évek fordulóján kibontakozó önkényuralmi berendezkedéseknek. Fiktív szereplőket látunk fiktív országban.
|  | Alább a cselekmény részletei következnek! |

Főszereplőnk egy első világháborús pilóta, aki sérülése következtében elveszti emlékezetét, miközben megment egy Schultz nevű tisztet. Pár év múlva kigyógyul amnéziájából, és visszatérne a régi kerékvágásba, de Tomániában változtak az idők, így nem nyithatja meg újra borbélyüzletét régi lakhelyén, a helyi zsidó negyedben. Adenoid Hynkel, az ország vezére gettóvá nevezte ki a városrészt.
A történet első fele, – hogy egy pilóta megsérül az első világháborúban – tragikus történetet sejtet. Ám a folytatásból kiderül, hogy a rendszer kifigurázásáról van szó. A Diktátor neve egyértelműen Adolf Hitlerre utal, aki élen járt a zsidók üldöztetésében, és az ő terveinek karikatúráját látjuk a világuralomra való törekedésben.
Emellett találunk utalást az Anschlussra is, ahogy Hynkel Osterlich-országba való bevonulást tervezi; ennek az országnak a szomszédságában található Baktéria, amelynek vezetője Benzino Napaloni, valós életben az alacsony, örökké a belső zsebében kotorászó hadvezér, akit köztudottan nem kedvelnek a németek.
A film komikus mivoltának kulcsa mégis az, hogy a diktátor és a szegény borbély kísértetiesen hasonlít egymásra, ami egy kihagyhatatlan eseményhez vezet, amivel megfordíthatóvá válik a történelem kereke.
Furcsán hangzó nevekkel és helyszínekkel palástolja a valóságot, de mindenki számára egyértelmű a mondanivaló. Általános negatív hangulat uralkodik Európában.
Egy szükségtelen rossz, egy véreskezű vezető ellen foglalt állást Chaplin. Az emberekben ez mély nyomot hagyott, akkor is, ha évekre dobozba és egy sötét raktár mélyére kerültek a szalagok.
Chaplin jóval később azt nyilatkozta, hogy ha tudott volna a náci haláltáborokról, akkor nem készíti el a filmet.
|  | Itt a vége a cselekmény részletezésének! |

## Szereplők
| Színész            | Szereplő                                         | Megmintázott személy |
| ------------------ | ------------------------------------------------ | -------------------- |
| Charlie Chaplin    | Adenoid Hynkel, Tománia diktátora/ zsidó borbély | Adolf Hitler         |
| Paulette Goddard   | Hannah                                           |                      |
| Jack Oakie         | Benzini Napaloni, Baktéria diktátora             | Benito Mussolini     |
| Reginald Gardiner  | Schultz, a pilóta                                |                      |
| Henry Daniell      | Garbitsch, a propagandaminiszter                 | Joseph Göbbels       |
| Billy Gilbert      | Herring légimarsall                              | Hermann Göring       |
| Grace Hayle        | Madame Napaloni                                  | Clara Petacci        |
| Carter DeHaven     | Spook, Baktéria nagykövete                       |                      |
| Maurice Moscovitch | Jaeckel úr                                       |                      |
| Emma Dunn          | Jaeckel asszony                                  |                      |
| Bernard Gorcey     | Mann úr                                          |                      |
| Paul Weigel        | Agar úr                                          |                      |
| Chester Conklin    | A borbély öltöztetője                            |                      |
| Esther Michelson   | A zsidó nő                                       |                      |
| Hank Mann          | A rohamkatona                                    |                      |

## Díjak, jelölések
- Oscar-díj (1941)
  - jelölés: legjobb férfi főszereplő – Charles Chaplin
  - jelölés: legjobb férfi mellékszereplő – Jack Oakie
  - jelölés: legjobb filmzene – Meredith Willson
  - jelölés: legjobb film
  - jelölés: legjobb eredeti forgatókönyv – Charles Chaplin
- Kinema Junpo Award (1961)
  - díj: legjobb idegen nyelvű film – Charles Chaplin